# 模擬銃器
模擬銃器（もぎじゅうき）とは、金属製モデルガンのうち、法令に定める改造防止基準に適合しないものをいう。暴力団の武装化（改造銃）対策として1977年の銃砲刀剣類所持等取締法（銃刀法）改正によって規制対象に加えられたものであり、模擬銃器に該当する金属製モデルガンは販売目的の所持が禁止されている。

## 概要
1970年代初頭、暴力団の対立抗争の増加にともない、金属製モデルガンを改造した違法銃器が大量に出回り始めた。増加する改造事犯に対し、玩具銃業界は自主規制団体を設立して改造防止策を講じた製品を販売し始めたが、自主規制には限界があり、改造対策として十分な効果を発揮できなかった。発砲事件の続発や改造銃の押収数が減少しない状況に対応するため、1977年に銃刀法が改正され、金属製モデルガンに対する法規制が行われた。
法令改正により、金属製モデルガンに改造防止基準が設定され、基準に適合しないものは模擬銃器として販売目的の所持が禁止された。金属製の拳銃模造品のみが対象となる模造拳銃規制（外観規制）と異なり、拳銃、小銃、機関銃、猟銃などの形態を問わず、撃発装置に相当する装置を有する金属製モデルガン全般を規制対象としている。法令に定める改造防止基準に適合する金属製モデルガン（模擬銃器に該当しないもの）には、業界団体が定める安全マーク（SMGマーク）が付されているため、規制前のものと区別することができる。
販売目的の所持を禁止した理由は、改造が容易な模擬銃器が販売により大量に供給され、違法改造を企図する者の手に渡ることを防止するためである。したがって、個人が所持している模擬銃器については販売を目的としない限り、取締りの対象にはならず、そのまま所持が認められる。ここでいう「販売」とは、「不特定または多数の者に対する有償譲渡」と解され、不特定または多数の者を対象にする意思があれば一人に対する有償譲渡でも販売に当たり、反復の意思があれば一回の有償譲渡でも販売に当たる。なお、友人・知人間での交換や譲渡、販売を目的としない製造や購入は禁止されていない。
規制の例外として、輸出のための模擬銃器の製造もしくは輸出を業とする者またはその使用人が業務上所持する場合は、事業場の所在地を管轄する都道府県公安委員会に届け出ることにより、販売目的の所持が認められる。

## 該当要件
銃刀法 第22条の3 第1項の定めにより、金属で作られ、かつ拳銃、小銃、機関銃または猟銃に類似する形態および撃発装置に相当する装置を有する物は模擬銃器の該当要件を備える。 
1. 金属で作られている
ここでいう金属とは鉄、銅、亜鉛、アルミニウムなどやその合金の総称である。したがって、プラスチック製モデルガンは模擬銃器には該当しないが、主要部分が金属で作られ、表面のみがプラスチックで覆われているものは金属で作られていると解される。
2. 拳銃、小銃、機関銃または猟銃に類似する形態を有する
拳銃、小銃、機関銃または猟銃に類似する形態を有する物を対象としたのは、市販されているモデルガンの種類および改造事例を考慮したものである。模擬銃器規制はモデルガンの改造可能性に着目したものであり、真正拳銃との外観類似性の悪用を防止する模造拳銃規制のように「著しく類似する」ものを対象にする必要は無く、単に「類似する」という表現がされている。
3. 撃発装置に相当する装置を有する
撃発装置とは、真正銃において引き金と連動して撃鉄や撃針を作動させ実包を撃発させる一連の機構を指し、違法改造にはこの装置に相当する部分が利用されるため、撃発装置に相当する装置を有することが該当要件の一つにされている。したがって、これらの装置を有しないエアソフトガンや射撃競技用光線銃、スターターピストル、電着銃、銃型ライターなどは金属製であっても模擬銃器には該当しない。古式銃を模した金属製モデルガンのうち、管打（パーカッション）式のものは撃発装置に相当する装置を有するため、模擬銃器の規制対象になるが、火縄式およびフリントロック式のものは撃発装置に相当する装置を有しないため、模擬銃器の規制対象にはならない。
上記の三要件を全て備える物として、主に金属製モデルガンが規制対象になる。

## 除外規定
上記の三要件を全て備える物であっても、銃砲に改造することが著しく困難なものとして内閣府令（銃刀法施行規則 第103条第1項）に定めるものは模擬銃器には該当せず、規制対象から除外される。内閣府令に定めるものとは、「銃身」、「機関部体」、「引き金」、「撃鉄」、「撃針（回転弾倉式拳銃の撃針に限る）」、「回転弾倉」、「尾筒」、「スライド」および「遊底」に相当する部分が、ブリネル硬さ試験方法（日本産業規格Z2243）により測定した硬さがHB (10/500) 91以下の金属で作られているもので、表の左欄に掲げる区分に応じ、同表の右欄に掲げる構造等のいずれかに該当するものをいう。

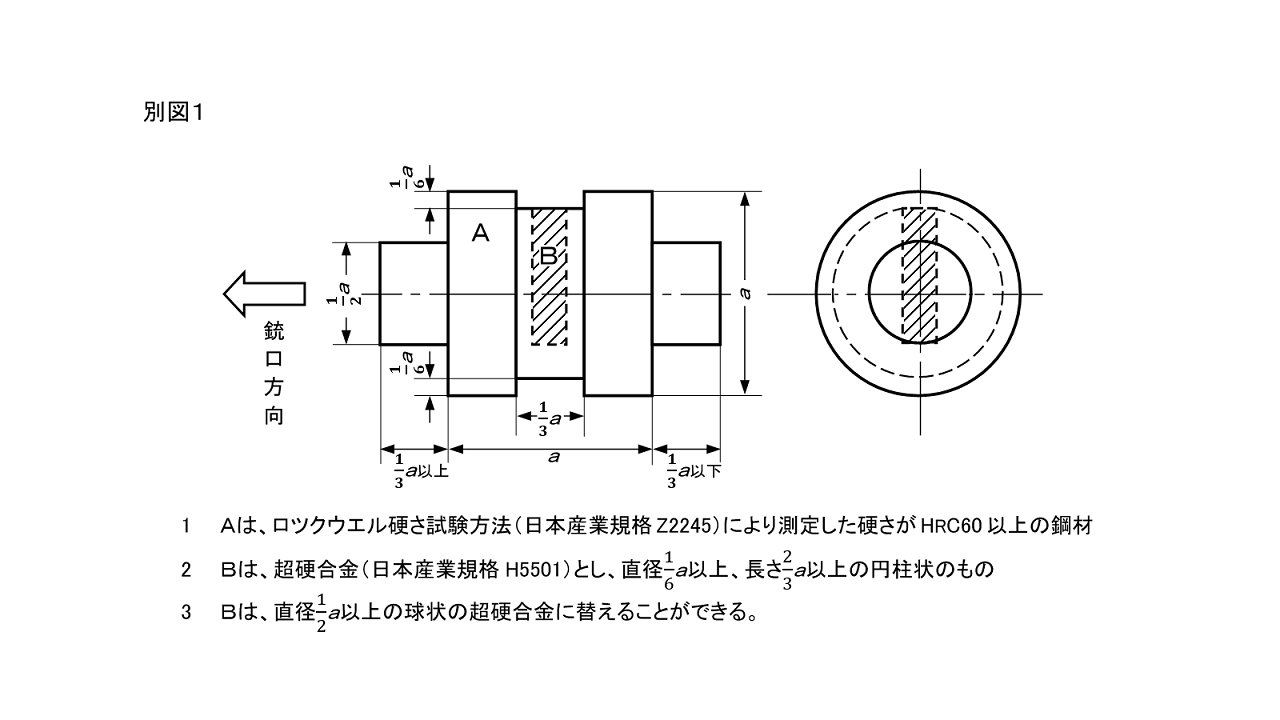
図1
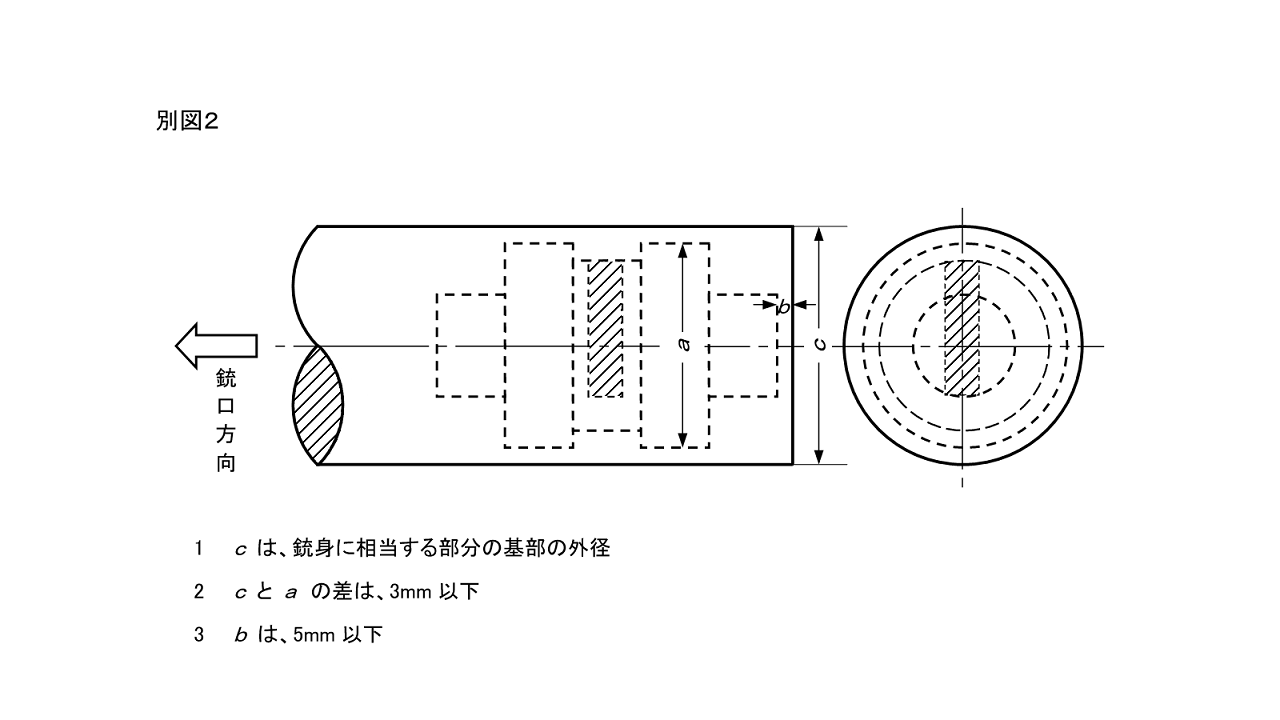
図2
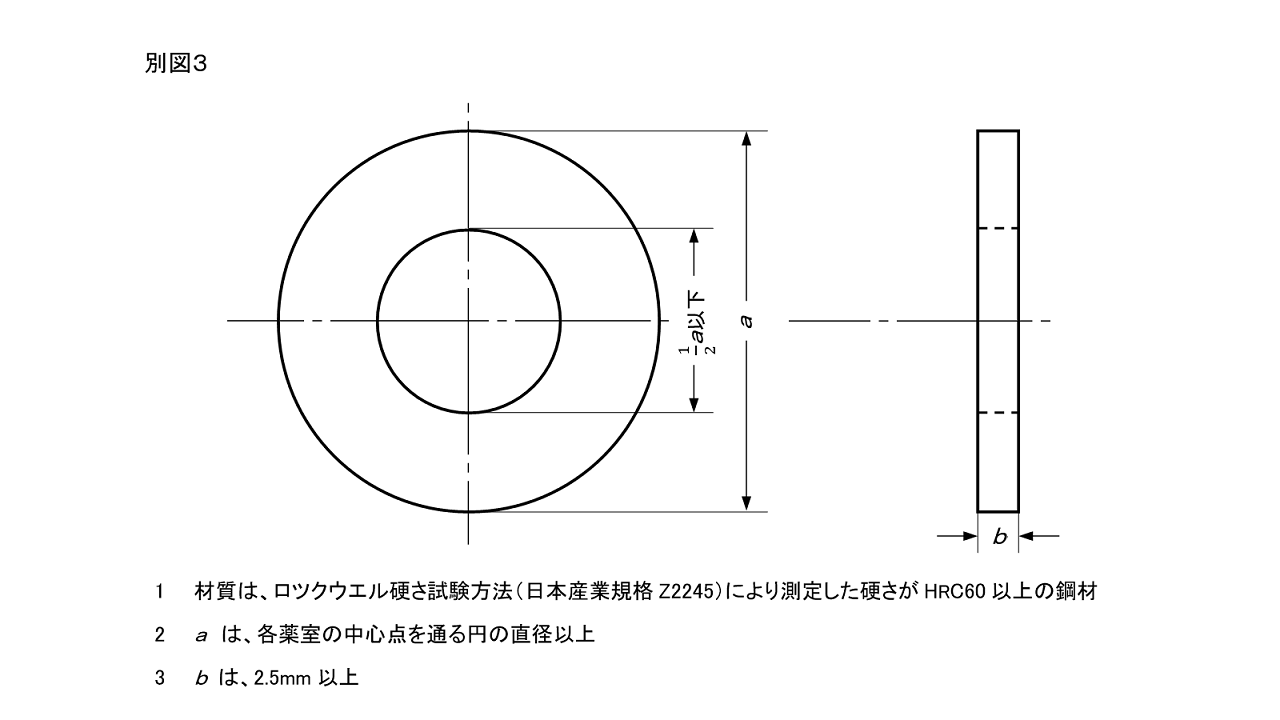
図3
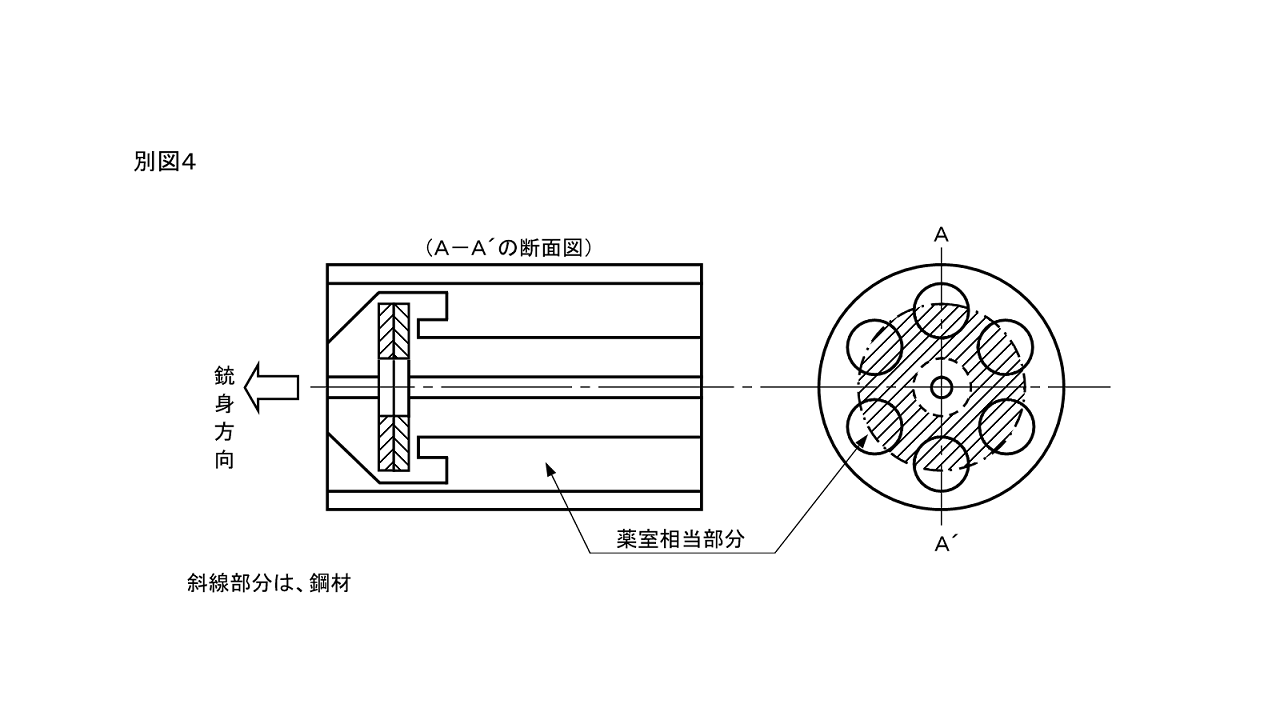
図4
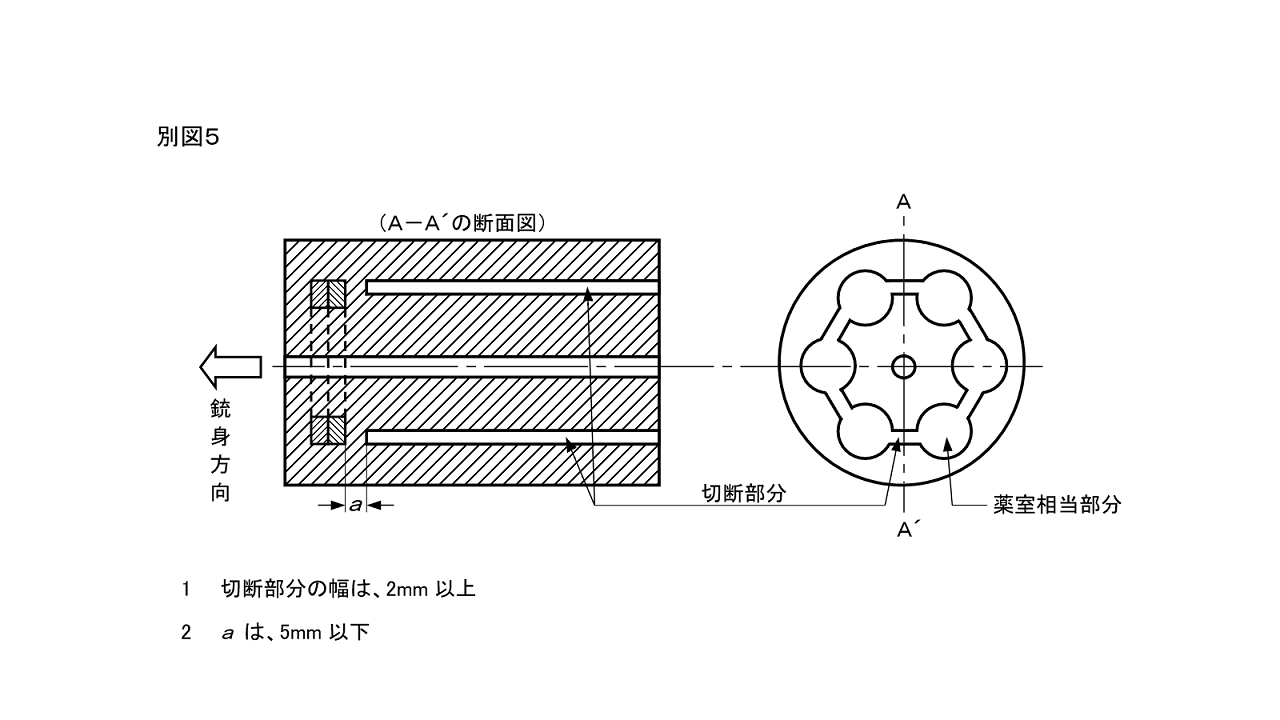
図5
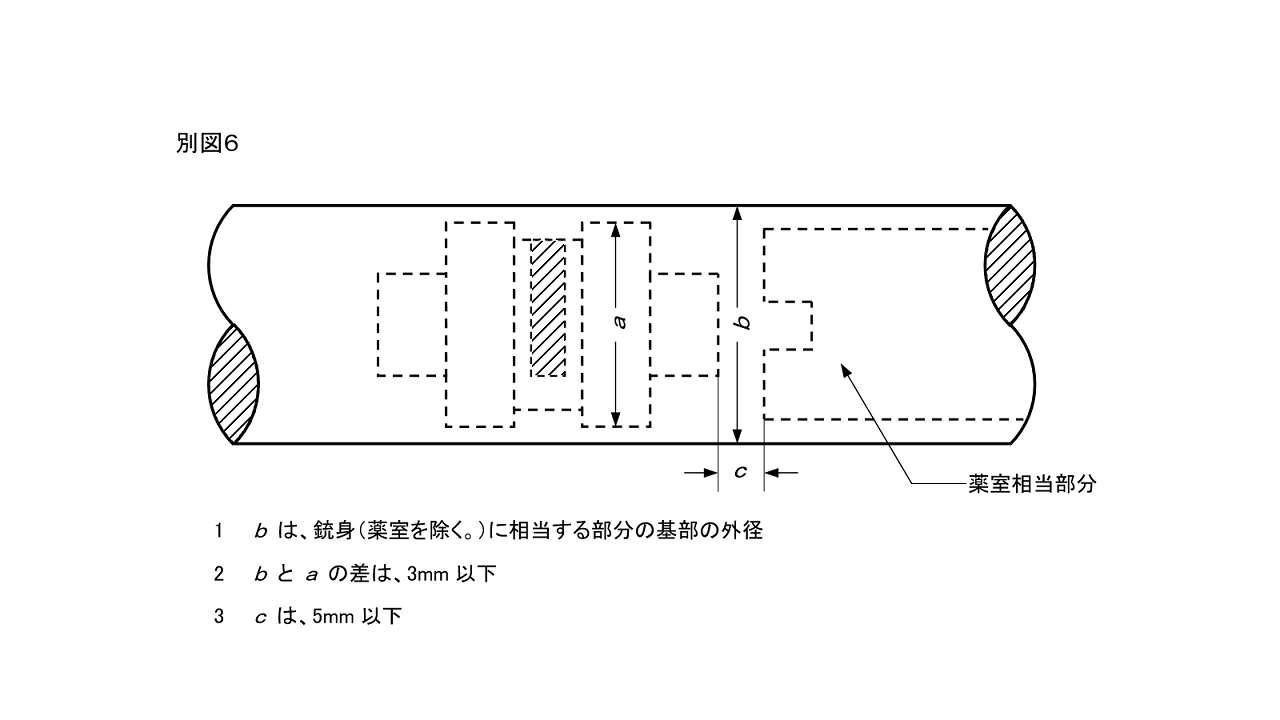
図6
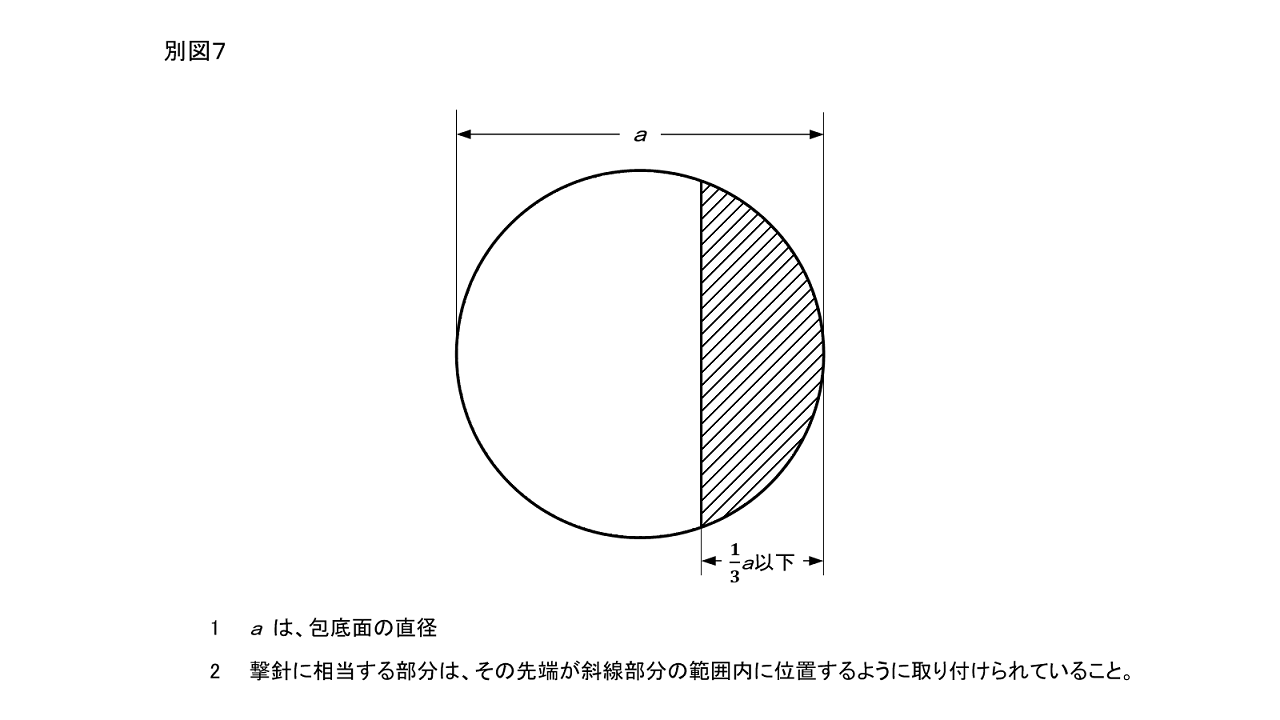
図7
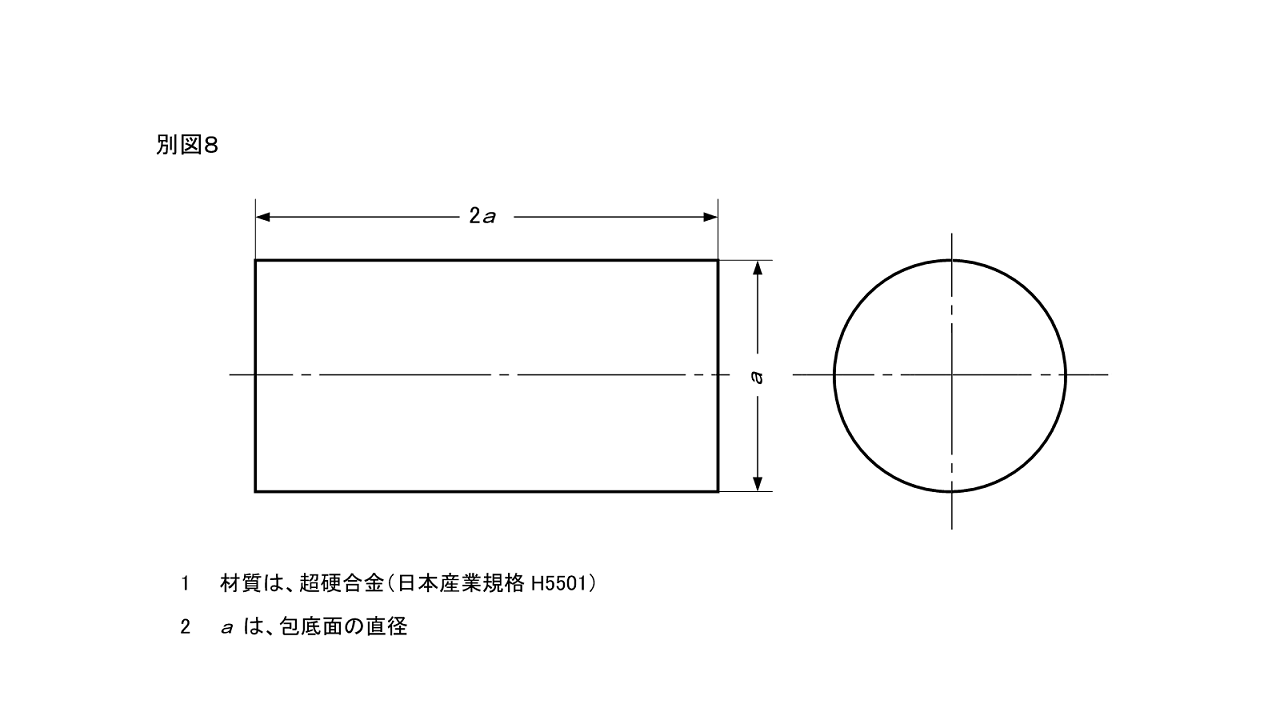
図8
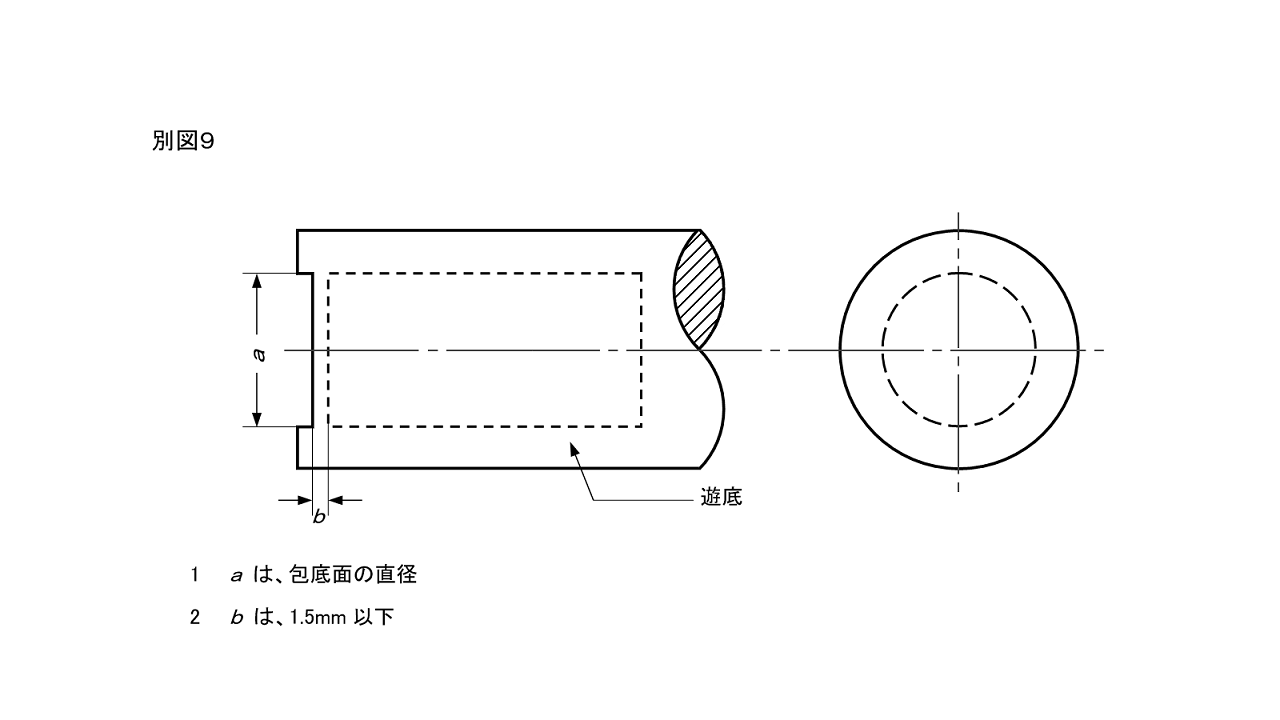
図9

| 区 分                                          | 区 分 | 構造等 |
| ---------------------------------------------- | --- | --- |
| 回転弾倉式拳銃に類似する形態を有する物         | 銃身に相当する部分と機関部体に相当する部分とが一体として鋳造されているもの | 銃身に相当する部分の基部に図1に示す構造、材質および大きさの金属（以下「インサート」という）が図2のとおり鋳込まれているものであって、回転弾倉に相当する部分の内部に図3に示す形状、材質および大きさの金属が図4のとおり2以上鋳込まれ、かつ、薬室に相当する部分相互間の隔壁が図5のとおり切断されているもの |
| 回転弾倉式拳銃に類似する形態を有する物         | 銃身に相当する部分と機関部体に相当する部分とが一体として鋳造されているもの | 銃身に相当する部分の基部にインサートが図2のとおり鋳込まれ、かつ、回転弾倉に相当する部分に薬室に相当する部分がないもの |
| 回転弾倉式拳銃に類似する形態を有する物         | 銃身および機関部体に相当する部分が対称面により分解することができるもの | 回転弾倉に相当する部分の直径が3センチメートル以下のもの |
| 回転弾倉式拳銃に類似する形態を有する物         | 銃身および機関部体に相当する部分が対称面により分解することができるもの | 玩具煙火である巻玉を使用する構造を有し、かつ、全長が18センチメートル以下のもの |
| 自動装填式拳銃に類似する形態を有する物         | 銃身に相当する部分と尾筒に相当する部分とが一体として鋳造されているもの | 銃身（薬室を除く）に相当する部分の基部にインサートが図6のとおり鋳込まれ、かつ、撃針に相当する部分が図7のとおり取り付けられているもの |
| 自動装填式拳銃に類似する形態を有する物         | 銃身に相当する部分と尾筒に相当する部分とが一体として鋳造されているもの | 薬室に相当する部分にインサートが図2のとおり鋳込まれているもの |
| 自動装填式拳銃に類似する形態を有する物         | 引き金に相当する部分とスライドまたは遊底に相当する部分とが直接連動するもの | 銃身（薬室を除く）に相当する部分の基部にインサートが図6のとおり鋳込まれているもの |
| 自動装填式拳銃に類似する形態を有する物         | 銃身、機関部体およびスライドに相当する部分または銃身、機関部体、尾筒および遊底に相当する部分が対称面により分解することができるもの                                               | 銃身に相当する部分と機関部体または尾筒に相当する部分とが一体として作られ、かつ、全長が18センチメートル以下のもの |
| 自動装填式拳銃に類似する形態を有する物         | 銃身、機関部体およびスライドに相当する部分または銃身、機関部体、尾筒および遊底に相当する部分が対称面により分解することができるもの                                               | 玩具煙火である巻玉を使用する構造を有し、かつ、全長が18センチメートル以下のもの |
| 小銃、機関銃または猟銃に類似する形態を有する物 | 銃身に相当する部分と機関部体に相当する部分とが一体として鋳造されているもの（右欄のインサートが鋳込まれる部分の前部で、銃身に相当する部分の一部が分解することができるものを含む） | 銃身（薬室を除く）に相当する部分の基部にインサートが図6のとおり鋳込まれ、かつ、撃針に相当する部分が図7のとおり取り付けられているもの |
| 小銃、機関銃または猟銃に類似する形態を有する物 | 銃身に相当する部分と機関部体に相当する部分とが一体として鋳造されているもの（右欄のインサートが鋳込まれる部分の前部で、銃身に相当する部分の一部が分解することができるものを含む） | 銃身（薬室を除く）に相当する部分の基部にインサートが図6のとおり鋳込まれているものであって、撃針に相当する部分がなく、かつ、遊底の前部に図8に示す構造、材質および大きさの金属が図9のとおり鋳込まれているもの                                                                                            |
| 小銃、機関銃または猟銃に類似する形態を有する物 | 銃身に相当する部分と機関部体に相当する部分とが一体として鋳造されているもの（右欄のインサートが鋳込まれる部分の前部で、銃身に相当する部分の一部が分解することができるものを含む） | 薬室に相当する部分にインサートが図2のとおり鋳込まれているもの |

- 図1
- 図2
- 図3
- 図4
- 図5
- 図6
- 図7
- 図8
- 図9

### 金属硬度
「銃身」、「機関部体」、「引き金」、「撃鉄」、「撃針（回転弾倉式拳銃の撃針に限る）」、「回転弾倉」、「尾筒」、「スライド」および「遊底」に相当する部分に使用できる金属の硬度はブリネル硬さHB (10/500) 91以下に規定されたため、これらの部品が規定硬度を超える金属で製造された金属製モデルガンは模擬銃器に該当しないものとは認められない。ブリネル硬さ91以下の金属とは、金属製モデルガンに従来から使用されている亜鉛合金に相当するが、規定硬度以下のアルミニウム合金や真鍮などを使用した製品も市販されている。これらの部品以外のねじやばね、ピンなどは鉄等で作らざるを得ないため、規定硬度を超える金属で製作してもよい。

### 構造等
回転弾倉式拳銃に類似する形態を有する物
模擬銃器に該当しない構造は、
- 銃身に相当する部分と機関部体に相当する部分が一体鋳造されているもの（一体鋳造が可能なものとしては、コルトSAAやS&W M10、コルトパイソンなど）
- 銃身および機関部体に相当する部分が対称面により分解することができるもの（左右貼り合せのモナカ構造）

のいずれかに限られる。
具体的な改造防止措置としては表の右欄のとおり、銃身に相当する部分の基部と回転弾倉に相当する部分の前部にインサートを鋳込み、薬室に相当する部分相互間の隔壁にスリットを入れることなどが定められている。
モナカ構造のものについては、元々強度が無く改造困難なため、回転弾倉に相当する部分の直径（3cm以下）や全長（18cm以下）に制限を設けたのみで、特段の改造防止措置は定められていない。
銃身に相当する部分が取り外し可能なもの（エンフィールドNo.2 MkI〈中折式〉やコルトM1860アーミーなど）は認められない。
自動装填式拳銃に類似する形態を有する物
模擬銃器に該当しない構造は、
- 銃身に相当する部分と尾筒に相当する部分が一体鋳造されているもの（一体鋳造が可能なものとしては、ルガーP08や十四年式拳銃、モーゼルC96、.44オートマグなど）
- 引き金に相当する部分とスライドまたは遊底に相当する部分とが直接連動するもの（スライドアクション式）
- 銃身、機関部体およびスライドに相当する部分または銃身、機関部体、尾筒および遊底に相当する部分が対称面により分解することができるもの（左右貼り合せのモナカ構造）

のいずれかに限られる。
具体的な改造防止措置としては表の右欄のとおり、銃身に相当する部分の基部にインサートを鋳込み、撃針に相当する部分の先端は包底面の端から3分の1の範囲に取り付けることなどが定められている。
モナカ構造のものについては、元々強度が無く改造困難なため、全長（18cm以下）に制限を設けたのみで、特段の改造防止措置は定められていない。
銃身に相当する部分が取り外し可能なもの（コルトM1911やワルサーP38、FN M1910、ベレッタM1934など）はスライドアクション式を除いて認められない。
小銃、機関銃または猟銃に類似する形態を有する物
模擬銃器に該当しない構造は、
- 銃身に相当する部分と機関部体に相当する部分が一体鋳造されているもの（一体鋳造が可能な形態としては、ウィンチェスターライフルや九九式短小銃、M16自動小銃、トンプソン短機関銃など）

に限られる。
具体的な改造防止措置としては表の右欄のとおり、銃身に相当する部分の基部にインサートを鋳込み、撃針に相当する部分は包底面の端から3分の1の範囲に取り付けること、また撃針に相当する部分がないもの（オープンボルト式の短機関銃型など）は遊底に相当する部分の前部（包底面の直下）に超硬合金のインサートを鋳込むことなどが定められている。
銃身に相当する部分が取り外し可能なもの（インサート鋳込み位置より前で分解することができるものは除く）は認められない。
その他
中折式のデリンジャー型は府令に定められていないため、模擬銃器に該当しないものとは認められない。また、拳銃型の金属製モデルガンについては、1971年に新設された模造拳銃規制が引き続き適用されるため、銃腔（銃口から薬室前端まで）に相当する部分を金属で完全に閉塞し、銃把（グリップ）に相当する部分を除く表面全体を白色または黄色に着色しなければならない。

## 罰則
銃刀法 第32条5の定めにより、販売目的の模擬銃器の所持の禁止に違反した者には、1年以下の懲役または30万円以下の罰金が科せられる。なお、模造拳銃と模擬銃器の両方に該当するものを販売目的で所持した場合は、観念的競合により模擬銃器規制の罰則にて処断される。

## 規制の経緯
改造拳銃の増加と自主規制
暴力団の対立抗争の増加にともない、金属製モデルガンを素材とする改造拳銃が1972年頃から大量に出回り始めた。1974年、警察庁は法令改正によるモデルガン規制の検討を始めたが、メーカー側が自主規制による改造対策を提案したため、警察庁もこれを受け入れ、メーカー11社が加盟する業界団体として日本モデルガン製造協同組合（現 日本遊戯銃協同組合）が設立された。団体は金属製モデルガン（拳銃型）の改造防止基準を策定し、第三者機関での基準適合検査に合格した製品に安全マーク（smマーク）を付すことを定めた。smマークが付された製品は1975年11月1日から一斉に発売されたが、1976年1月にsmマーク付きモデルガン（回転弾倉式）の改造事案が確認されたことから、回転弾倉式については改造防止基準が改定され、sm-2マークが付された改良品が1976年3月から発売された。その後さらに改造防止基準が強化された製品にはsm-IIマークが付され、1976年9月から発売された。
当時出回っていた改造銃は拳銃型の金属製モデルガンを素材とするものであり、改造対策も拳銃型を中心に行われていたが、団体による改造防止基準が定められていない長物（短機関銃など）の金属製モデルガンにも改造事案が確認されたため、後の法規制では拳銃型、長物などの形態を問わず金属製モデルガン全般が規制対象とされた。
自主規制の限界
玩具銃業界は中小企業が多いことから過当競争に陥りやすく、よりリアルなものを求める愛好家心理に応えて売り上げを伸ばすために自主規制基準を逸脱する方向へ流れやすい。smマーク付きモデルガンの改造銃が押収された際の調査結果から、一部メーカーの改造防止構造が基準に適合していないことが判明している。自主規制基準の検査用サンプルは市販品の抜き取りではなく、メーカーが用意したものであるため、検査用サンプルと市販品が同等であるかは確認できず、メーカーの良心に頼るしかない状況であった。また少数ではあったが業界団体に属さないアウトサイダーが存在し、これらは自主規制に拘束されないため、改造防止策が不十分なモデルガンの製造を続けていた。さらに、この自主規制は販売を規制するものではなかったため、smマーク付きモデルガンが製造されるようになってからも自主規制以前の古いモデルガンの販売が継続され、またアウトサイダーが製造したものも販売できるという点で、効果が十分に発揮できなかった。
1976年7月、このような状況に苦慮した業界団体は警察庁に対し、改造可能な真鍮製モデルガンを製造しているアウトサイダーや、smマークの無いモデルガンを販売している小売業者への指導を求める要望書を提出している。続いて同年10月には、総理府令（現 内閣府令〈銃刀法施行規則〉）改正による改造防止基準の法制化を求める陳情書を提出している。
規制反対運動
警察庁が新たなモデルガン規制の動きを見せ始めた頃、作家などの文化人を中心に規制反対運動が起こった。趣味の領域への国家権力の介入に反対し、玩具銃文化を守ることを目的とする任意団体として1974年7月にモデルガン愛好家協会が設立された。1977年には法規制を不服とするメーカーとともに原告団を結成し、国を相手に訴訟（いわゆるオモチャ狩り裁判）を提起した。
規制反対運動に対し警察庁は、改造防止基準の法制化は元々メーカー側が要望したことであるにもかかわらず、金属製モデルガンは文鎮化される、あるいは所持できなくなるなどの誤った宣伝をしたり、モデルガンサービス券と引き換えに子供を規制反対デモに動員しようとしたことなどを批判的に取り上げている。また、法規制を求めていたメーカー側が態度を翻して規制反対を表明した理由として、長物を規制対象に加えたことや規制強化に伴う負担の増大などを挙げている。
オモチャ狩り裁判は1990年7月に一審の東京地裁で原告敗訴、1994年3月に二審の東京高裁でも敗訴し上告を断念、原告全面敗訴が確定した。
改造拳銃を使用した犯罪
改造拳銃が犯罪に使用された件数は、1975年・65件、1976年・95件であり、約9割が暴力団関係者によるものであった。罪種別では、殺人22件、強盗7件、恐喝16件、暴力行為等処罰ニ関スル法律違反11件、傷害8件など（いずれも1976年中）となっている。また、1977年3月に発生した全日空817便ハイジャック事件にも改造拳銃が使用され、犯人は機内で暴発させている。
規制法案の審議
警察庁は、業界団体の自主規制に一応の成果は認めつつも、頻発する発砲事件や改造拳銃の押収数が減少しない実態などから法による規制もやむを得ないとして、1976年10月に銃刀法の改正作業に着手した。改正銃刀法案は1977年3月29日の参議院地方行政委員会において提案理由と内容の概略が説明され、以降衆参両院の地方行政委員会で6回にわたり審議された。
禁止行為の解釈と実効性に対する疑義
模擬銃器規制の禁止行為として「販売目的の所持」が定められたが、ここでいう「販売」とは「不特定または多数の者に対する有償譲渡」と解され、不特定または多数の者を対象にする意思があれば一人に対する有償譲渡でも販売に当たり、反復の意思があれば一回の有償譲渡でも販売に当たる。禁止行為は販売目的の所持に限定されているため、友人・知人間での交換や譲渡、販売を目的としない製造や購入は禁止されていない。
販売を目的としない製造や購入は禁止されていないことから、暴力団自らが模擬銃器を製造し、または輸出された模擬銃器を外国から逆輸入して改造銃の素材とする可能性があるなど、規制の実効性を疑問視する意見が出されたが、暴力団による模擬銃器の製造が行われたとしても、それが銃器密造の一端を成しているのであれば、共犯として取締まり可能であり、外国からの模擬銃器の調達は引き合わないため実行される可能性は低いとされた。
改造防止基準の概要
業界団体が定めた自主規制基準や違法改造の状況を勘案し、新たに法令で定める改造防止基準として以下の概要が示された。
- 材質は亜鉛合金程度の硬度以下の金属とする。
- 回転弾倉式拳銃に類似する形態を有する物は自主規制基準 (sm-II) に準じた構造を採用する。
- 銃身に相当する部分と尾筒に相当する部分が一体鋳造されている自動装填式拳銃に類似する形態を有する物（警察庁は「ルガータイプ」と呼称。以下、ルガータイプという。）についても自主規制基準に準じた構造を採用する。
- 新たに規制対象に加えられた小銃、機関銃または猟銃に類似する形態を有する物は、ルガータイプの改造防止構造と同様なものにする。
- 左右貼り合せ（モナカ構造）の物は強度が低いため、大きさを指定する以外に特段の改造防止措置は定めない。
- 銃身に相当する部分が取り外し可能な自動装填式拳銃に類似する形態を有する物（警察庁は「ラーマタイプ」と呼称。以下、ラーマタイプという。）については左右貼り合せのモナカ構造にするか、あるいはスライド部分の強度を下げるなどの方法を今後検討する。

改正銃刀法成立と総理府令公布
改正銃刀法は1977年5月19日の衆議院本会議にて可決成立し、同年6月1日公布、模擬銃器規制は6か月後の12月1日から施行となった。ラーマタイプの改造防止構造についてはさらに検討する必要があるとして最終的に総理府令（現 内閣府令〈銃刀法施行規則〉）に一任することになったが、府令制定にあたってはメーカーや愛好家が受ける影響をできるだけ少なくするよう専門家からの意見聴取を行うという附帯決議がなされた。
改造防止基準の具体的な内容を定めた府令は1977年9月10日発行の官報 第15202号で公布された。改造防止構造を検討するとされていたラーマタイプだが、模擬銃器に該当しないものとして府令に定められておらず、鉄製長物なども含めて規制施行後に販売できなくなることが確定した。

## 規制後の状況

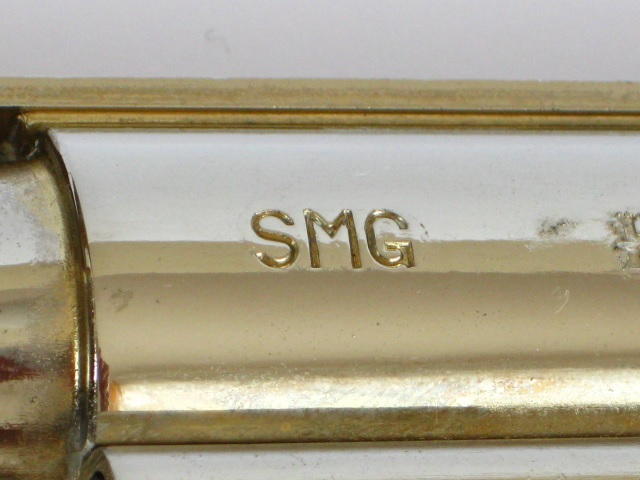
金属製モデルガンに刻印されたSMGマーク

業界団体は、法規制に適合する金属製モデルガンに付する新たな安全マークとしてSMGマークを定めた（smマークは廃止）。ルガータイプの金属製モデルガンは法規制に適合させた製品が新たに発売されたが、コルトM1911やワルサーP38など、愛好家に人気の定番モデルはラーマタイプに該当するものが多く、スライドアクション式を除いて金属での製品化ができなくなったため、規制を契機にプラスチック製モデルガンへの移行が進んだ。1975年から1976年のピーク時には押収数が年間1,000丁を超え、押収拳銃全体の約7割を占めていた改造拳銃だが、法規制が奏効し、押収数は年々減少した。
規制により販売可能な金属製モデルガンが減少したことに加え、1980年代中頃から玩具銃の人気がエアソフトガンへ移行したため、市販される玩具銃のほとんどがエアソフトガンで占められるようになり、現在では金属製モデルガンの販売数は僅かになっている。
近年、模擬銃器に該当する古い金属製モデルガンがネットオークションに出品されることがあるが、小売業者ではない一般人であっても販売目的の所持に当たると見なされた場合は取締りの対象になる。上述のとおり、現在販売可能な金属製モデルガンには業界団体が定める安全マークが付されている。